# ایتامی، هیوگو
ایتامی در استان هیوگو در کشور ژاپن  واقع شده‌است  که دارای جمعیت ۱۹۴٬۴۸۸ نفر و مساحت ۲۴٫۹۷ کیلومتر مربع با تراکم جمعیت ۷٬۷۸۹  نفر در کیلومترمربع است و در تاریخ ۱۰ نوامبر ۱۹۴۰ به عنوان شهر شناخته شد.